# 鄂州站
鄂州站位于中国湖北省鄂州市鄂城区江碧路，是武九铁路和武九客运专线上的铁路车站，普速场位于武九铁路K81+130处、城际场位于武九客运专线k51+235处、二场位于武九铁路K82+125处。车站始建于1996年，目前使用的站房和站场在2013年2月21日启用。车站目前办理客运业务，货运办理整车普通货物到发业务。
鄂州站是中国第一个L形结构的火车站，也是中国第一个“站中站”。武九铁路自南北方向穿过车站，后续建成的武黄城际铁路则从车站正面二层左侧沿东西走向穿过车站。

## 历史

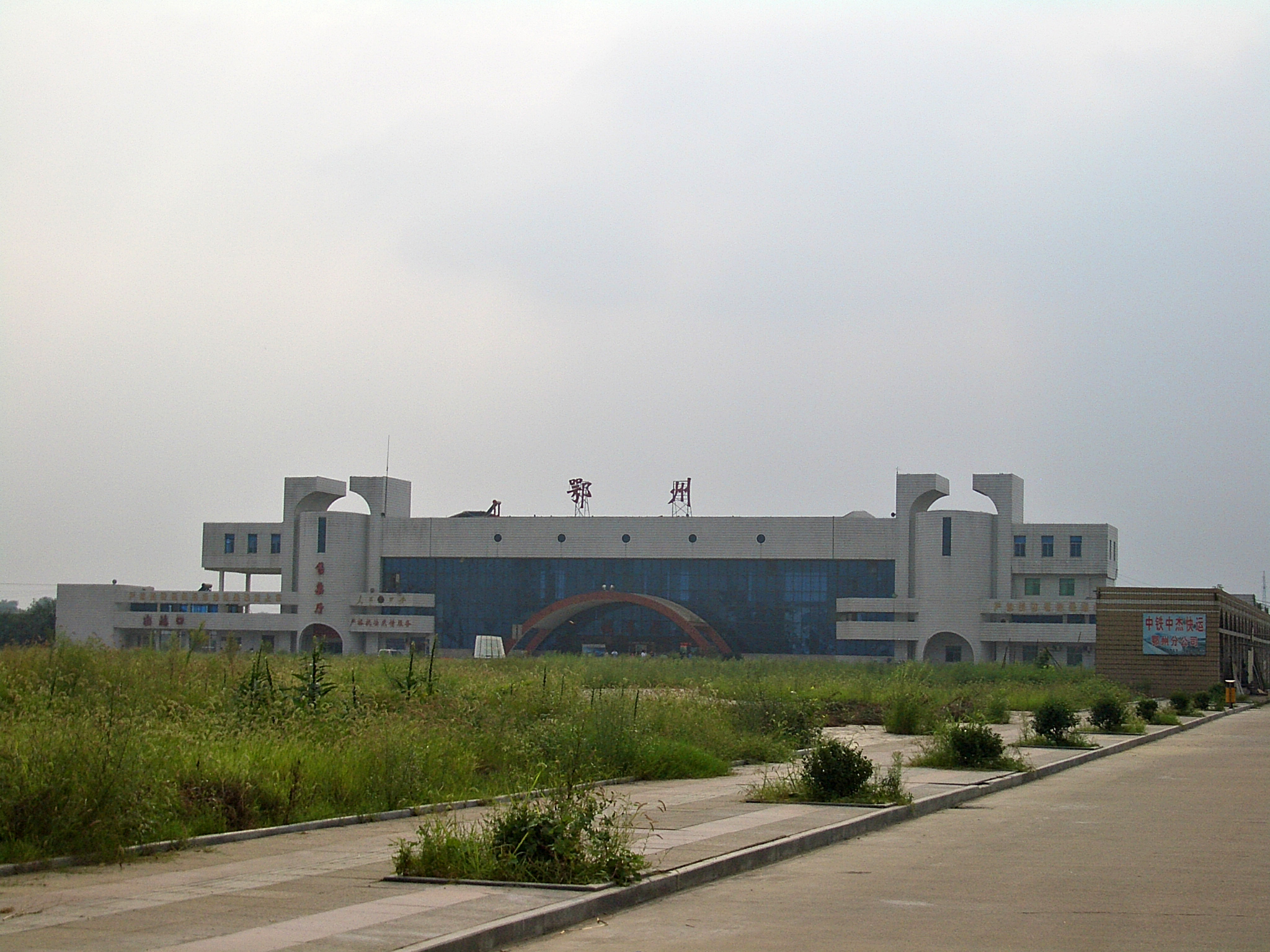
原鄂州站站房（2008年）

鄂州原主要的火车站为鄂城站，于1956年随武大铁路动工，1957年7月竣工。1994年，鄂州火车客运站动工兴建。1998年7月1日建成投用，当时车站设有5条股道、2座站台，由广山站代管，同时原鄂城站转为货运站并更名鄂州西站。1999年10月鄂州新客站与广山站分开，2000年11月广山站与鄂州站合并。
2005年车站在武九铁路扩能工程中增建一座客运站台。至2008年，鄂州站是武九铁路上的二等站，设有面积4260平方米的站房一座、站台3座、到发线5条。
随着鄂州城市建设的快速发展和铁路客运量的增长，原车站站房规模偏小。考虑到鄂州城市发展和未来武黄城际铁路的建设，地方政府决定对车站进行改扩建。铁道部总工程师何华武在实地考察过车站后，认为新站应采取十字骑跨的方案。2008年5月26日，铁道部批复了鄂州站改造工程可行性研究报告。改造工程作为武九铁路电气化工程的一部分于2010年2月开工，2012年11月，上跨既有站场的武黄城际车站顺利合龙。2013年1月21日11点，鄂州站新站房的中区站房区投入使用。
2014年6月28日，武黄城际铁路（现武九客运专线武黄段）投入运行。
在湖北省2019冠状病毒病疫情事件中，车站于2020年1月23日起关闭客运业务，3月25日恢复。

## 车站结构

### 站房
鄂州站目前使用的站房于2013年投入使用，面积23987平方米。站房内部分为3个区，分别为城际站房区（一区）、中区站房区（二区）和行政区域（三区）。城际站房区、中区站房区设有相对独立的售票处、进站口和候车区。站房内部共能容纳4000名旅客候车。

### 站场

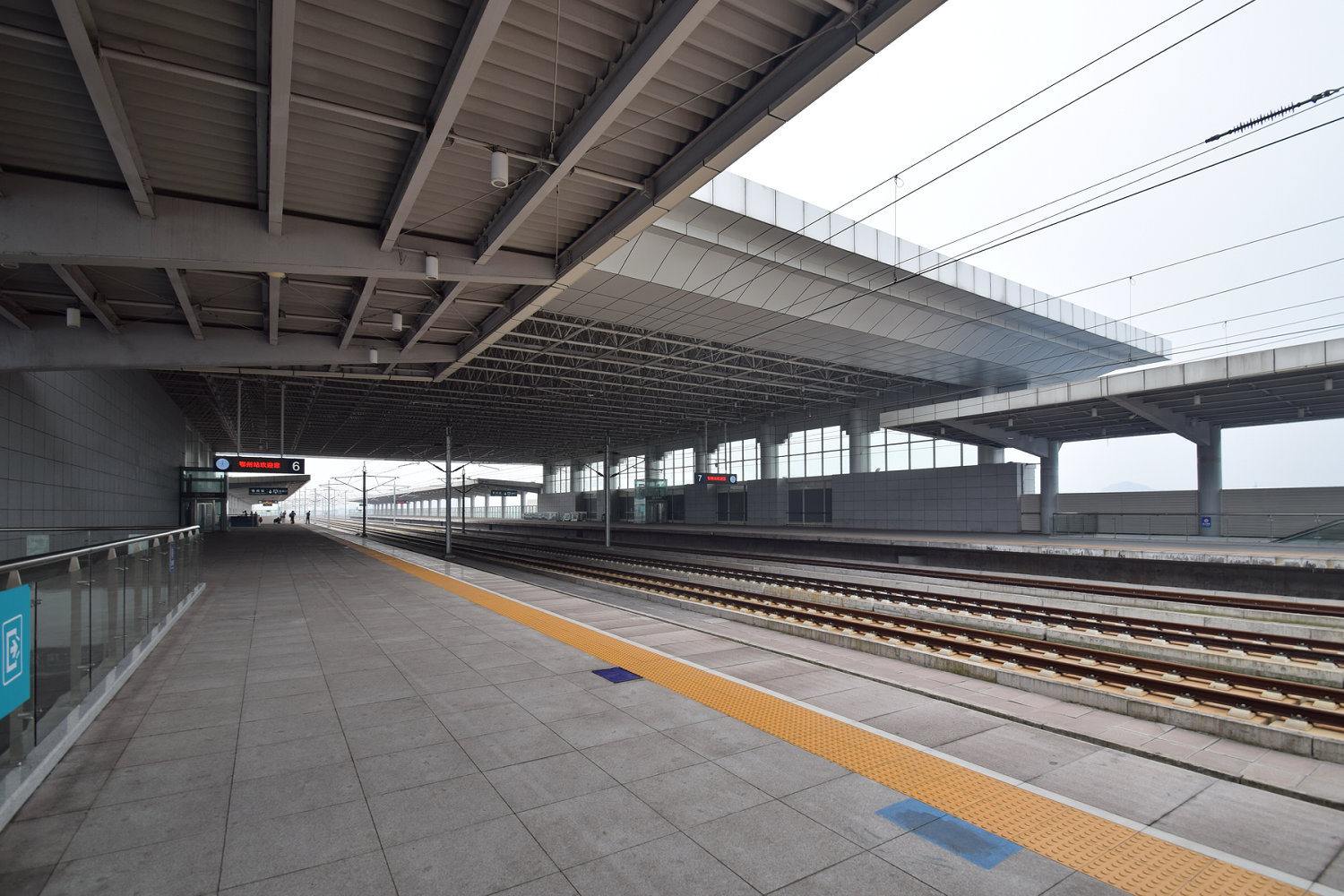
城际场為高架，設有6-7號站台。

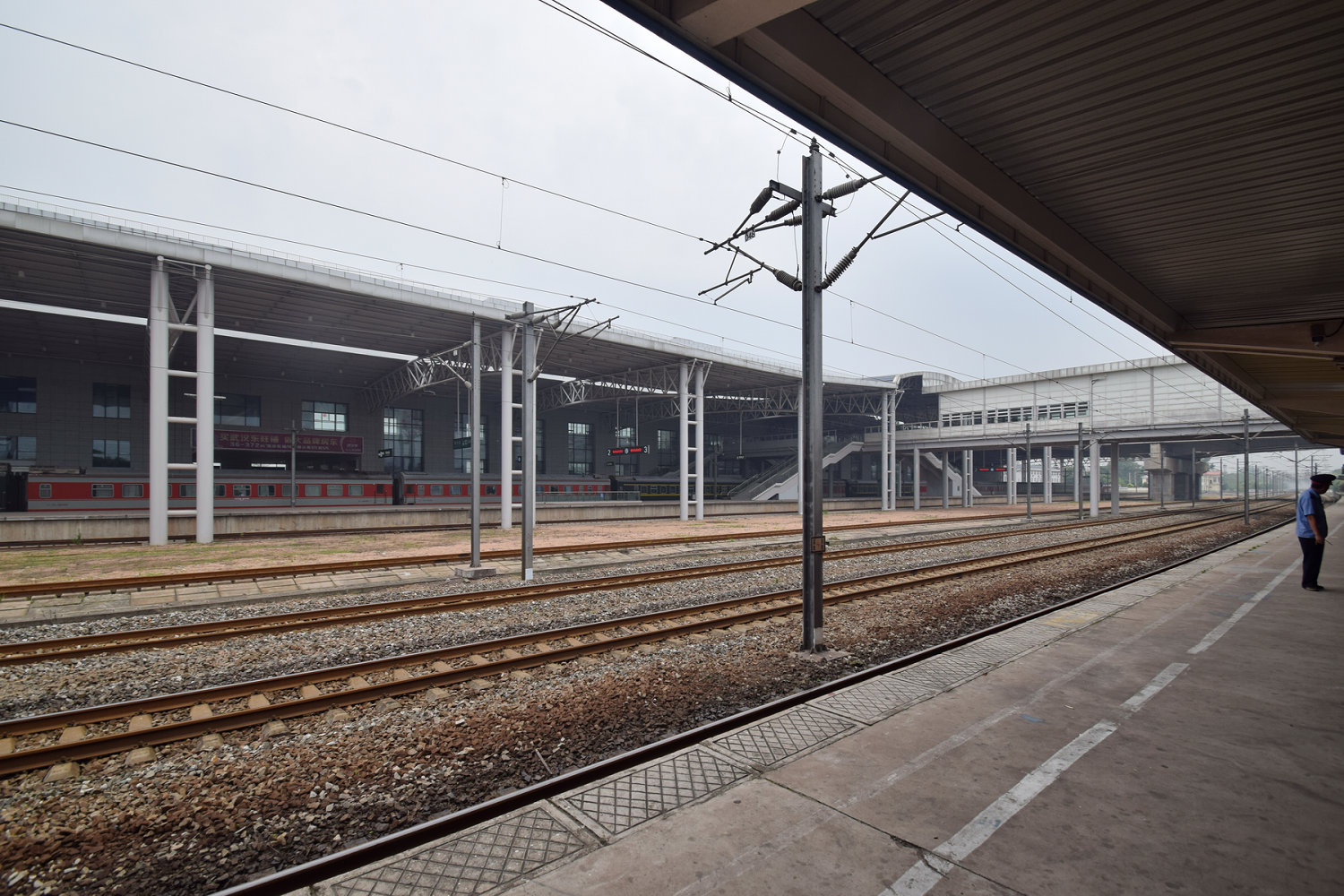
普速场位於地面，設有1-4號站台。

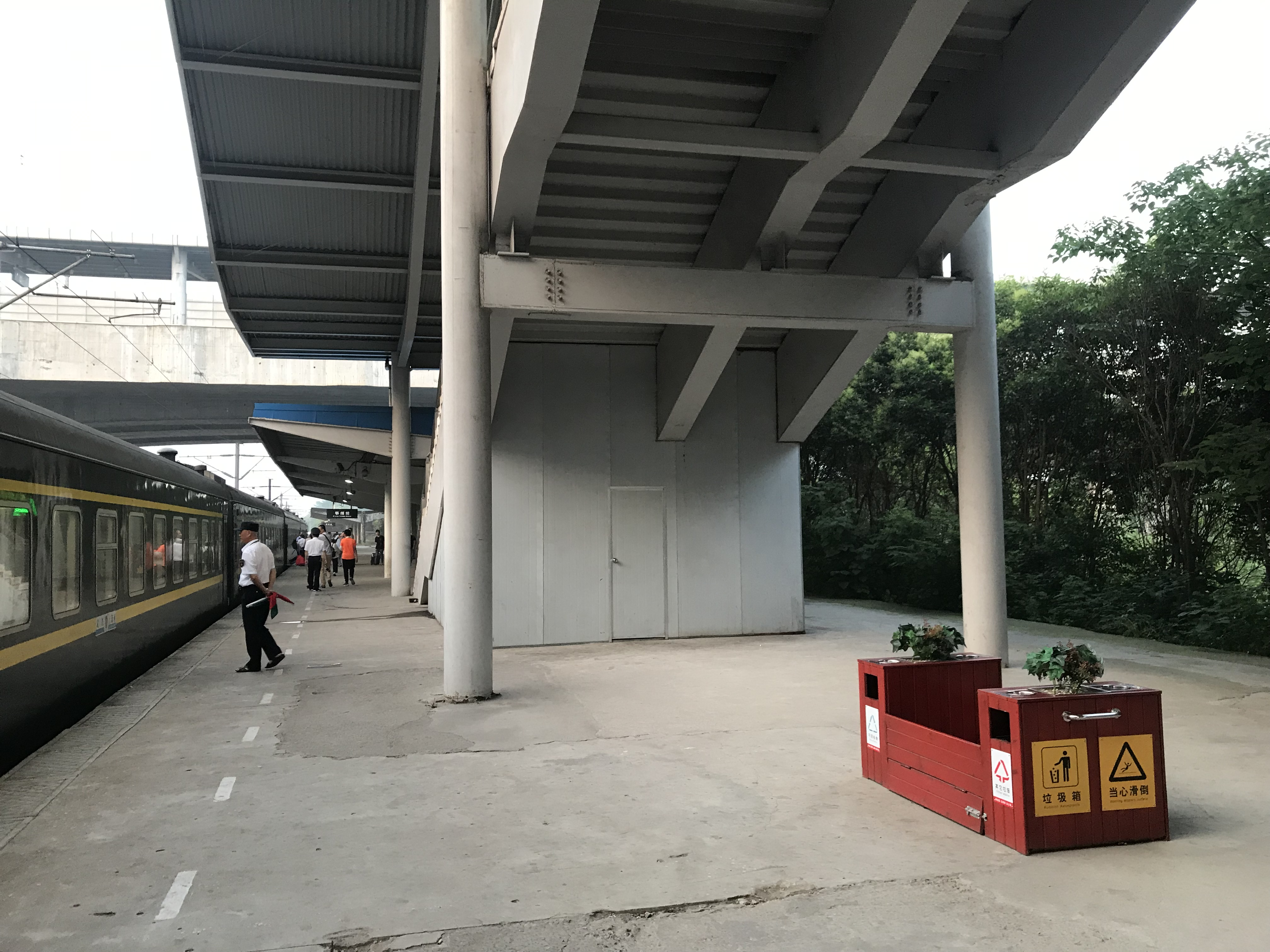
普速场4站台

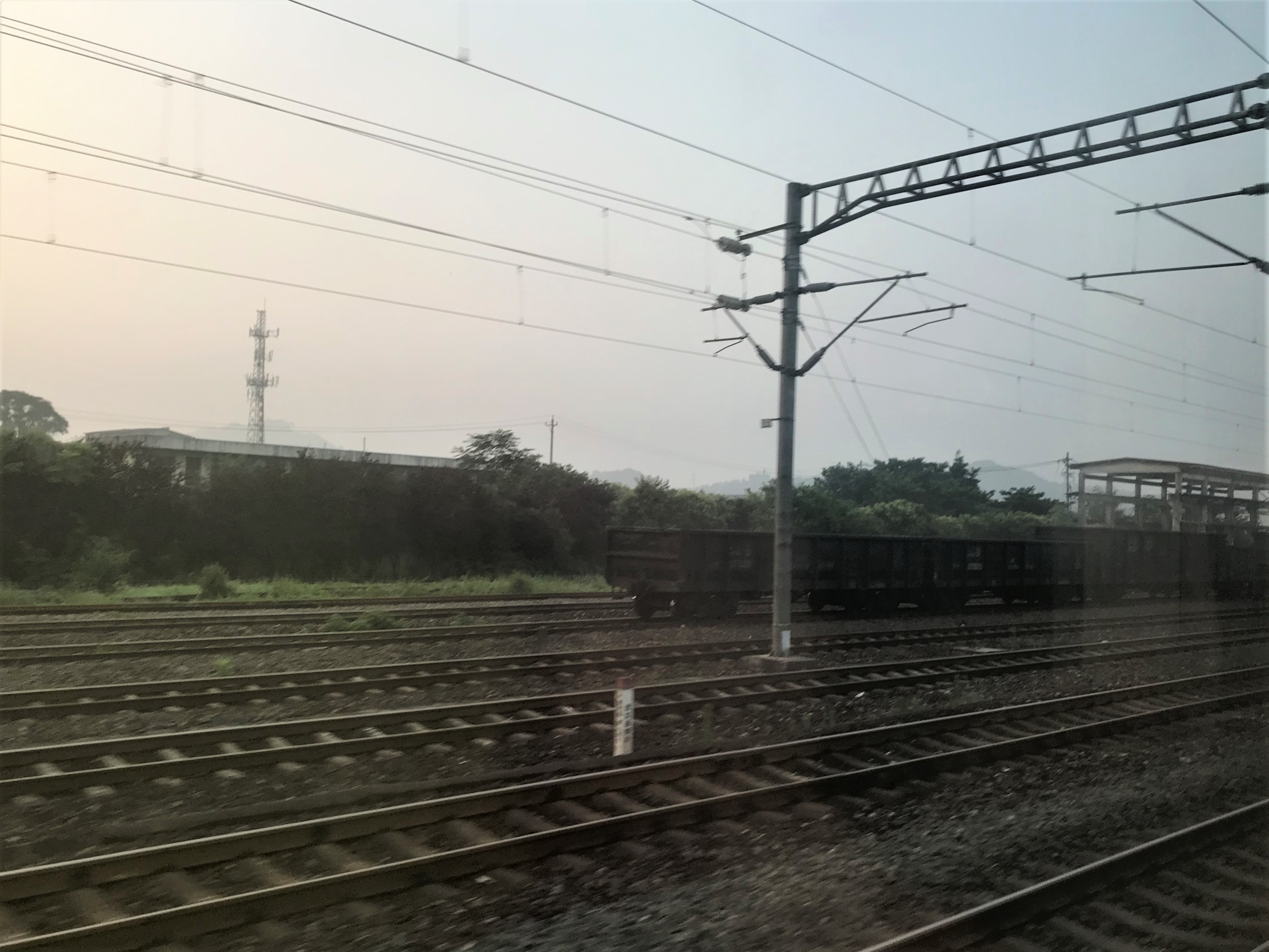
鄂州Ⅱ场

鄂州站设有Ⅰ场、城际站、Ⅱ场3个站场。Ⅰ场又名普速场，为3台7线布置，有武九铁路经过，与站房通过长93.38米、宽10.8米的进站天桥连接；其中1-2站台被无站台柱雨棚覆盖。
鄂州城际场因拆迁因素选择高架垂直上跨普速场，属于鄂州特大桥的一部分。城际场有武九客运专线经过，设2台4线。
| 2F | 岛式站台 | 岛式站台                            |
| 2F | 6站台    | 武九客运专线往九江方向（鄂州东站）  |
| 2F | 正线     | 武九客运专线下行列车通过线          |
| 2F | 正线     | 武九客运专线上行列车通过线          |
| 2F | 7站台    | 武九客运专线 往武汉方向（华容南站） |
| 2F | 侧式站台 |                                     |
| 1F | 站房     | 售票、进站、候车、出站              |
| 1F | 侧式站台 |                                     |
| 1F | 1站台    | 武九铁路 往九江方向（铁山）         |
| 1F | 2站台    | 武九铁路 往九江方向（铁山）         |
| 1F | 岛式站台 |                                     |
| 1F | 3站台    | 武九铁路 往九江方向（铁山）         |
| 1F | 3道      | 鄂州西线列车                        |
| 1F | 正线     | 武九铁路下行列车通过线              |
| 1F | 正线     | 武九铁路上行列车通过线              |
| 1F | 4站台    | 武九铁路 往武昌方向（鄂州北）       |
| 1F | 侧式站台 |                                     |

Ⅱ场
鄂州Ⅱ场原为广山站，位于普速场以南，有武九铁路经过。1959年程潮铁矿修建长12.5千米的程潮矿专用铁路，连接武大铁路和程潮铁矿，因此铁路部门在专用线接轨处新设广山站。2000年10月广山站合并至鄂州站，称为鄂州Ⅱ场。2003年武钢在程潮矿专用铁路上出岔新建长6公里的鄂州球团厂专用铁路。球团厂专用线和鄂州西线一起，在程潮矿、球团厂和鄂钢间输送球团矿的原料和成品。Ⅱ场除球团厂专用线外，还设有通往鄂州吴城钢铁的专用线。